# ديفيد جونز (لاعب كرة قدم أمريكية)
ديفيد جونز (بالإنجليزية: David Jones)‏ هو لاعب كرة قدم أمريكية أمريكي، ولد في 25 أكتوبر 1961 في تايبيه في تايوان.

## وصلات خارجية
- دايفيد جونز على موقع مرجع كرة القدم المحترفة.كوم (الإنجليزية)